# Léon Govaerts
Léon Govaerts (Saint-Josse-ten-Noode, 1860 – Saint-Gilles, 1930) è stato un architetto belga noto per il suo contributo all'architettura Art Nouveau e Art Déco a Bruxelles.
Léon Govaerts è considerato una figura significativa nell'architettura belga a cavallo tra XIX e XX secolo. Il suo stile raffinato e la sua capacità di adattarsi alle nuove tendenze lo resero un protagonista della scena architettonica di Bruxelles. Alcune delle sue opere sono state poi classificate come monumenti protetti per il loro valore storico e artistico.

## Biografia
Léon Govaerts nacque a Saint-Josse-ten-Noode nel 1860. Studiò architettura presso l'Académie Royale des Beaux-Arts di Bruxelles. Durante la sua carriera, fu influenzato dall'Art Nouveau, per poi evolversi verso lo stile Art Déco negli anni successivi.
Collaborò con vari architetti e ingegneri, tra cui Alexis Van Mechelen, con il quale realizzò diversi edifici di prestigio.
Govaerts morì a Saint-Gilles nel 1930, lasciando un'eredità di edifici che testimoniano l'evoluzione dell'architettura belga tra Art Nouveau e Art Déco.

## Opere principali

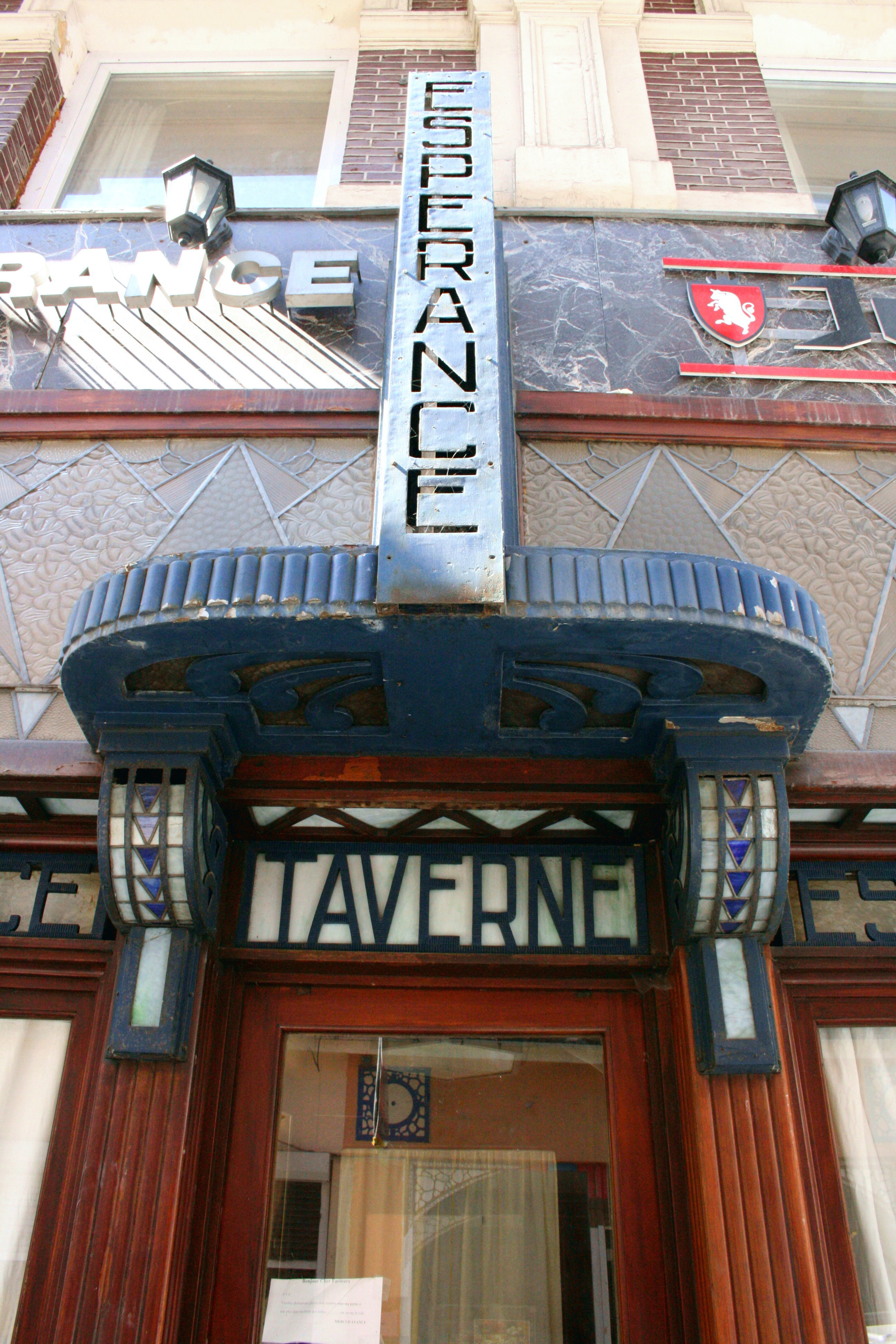
Ingresso del bar Espérance

- Hotel Esperance (Bruxelles, 1930): Uno degli edifici più emblematici progettati da Govaerts è l'Hôtel Espérance, situato nel cuore di Bruxelles. Costruito nel 1930, rappresenta una sintesi tra Art Déco e modernismo, con una particolare attenzione ai dettagli interni e alla combinazione di materiali pregiati[5]. L'edificio è caratterizzato da una facciata elegante e da interni raffinati, tra cui spicca un bar in stile Art Déco[4].
- Maison-Atelier Govaerts (Bruxelles, 1912): Situata al numero 32 di Rue Marconi, questa casa-studio progettata da Govaerts nel 1912 è un esempio del suo stile, in transizione tra l'Art Nouveau e l'Art Déco[6]. La struttura è caratterizzata da una facciata equilibrata e da una distribuzione interna studiata per coniugare funzionalità e estetica[6].

Govaerts progettò numerosi edifici residenziali e commerciali nella capitale belga, contribuendo al rinnovamento urbano di diverse aree della città. Alcuni di questi edifici sono riconosciuti come patrimonio architettonico e protetti dalle autorità locali.